# Jiřetín pod Jedlovou
Jiřetín pod Jedlovou (en allemand : Sankt Georgenthal) est une commune du district de Děčín, dans la région d'Ústí nad Labem, en Tchéquie. Sa population s'élevait à 681 habitants en 2021.

## Géographie
Jiřetín pod Jedlovou se trouve dans les monts de Lusace, au nord de la Bohême, à 6 km au sud-ouest du centre de Varnsdorf, à 28 km au nord-est de Děčín, à 44 km au nord-est d'Ústí nad Labem et à 90 km au nord de Prague.
La commune est limitée par Horní Podluží au nord, par Dolní Podluží à l'est, par Svor au sud et par Kytlice et Rybniště à l'ouest.

## Histoire
La première mention écrite du village — le nom original Sankt Georgenthal a existé jusqu'en 1945 — remonte à 1548, lorsque le propriétaire du manoir de Tolštejn, Georg de Schleinitz, commença à construire la ville après la découverte de gisements de minerai de cuivre, d'argent et d'étain dans les environs du château de Tolštejn. Cependant, l'exploitation minière dans cette région ne fut jamais rentable. En 1599, la ville fut affectée par la peste, qui fit plus de 300 morts, et plus tard par la guerre de Trente Ans (1618-1648), au cours de laquelle le château de Tolštejn fut incendié (1642).

## Administration
La commune se compose de quatre quartiers :
- Jedlová
- Jiřetín pod Jedlovou
- Lesné
- Rozhled

## Transports
Par la route, Jiřetín pod Jedlovou se trouve  à 7 km de Varnsdorf, à 36 km de Děčín, à 60 km d'Ústí nad Labem et à 118 km de Prague.